# Mausoleu libicopúnic de Duga
El mausoleu libifenici de Dougga, també conegut com a Mausoleu Númida o Mausoleu d’Atban, és un dels escassos exemples conservats d’arquitectura reial númida del segle II aC. Situat en el jaciment arqueològic de Dougga (antiga Thugga, actual Tunísia), aquest monument destaca no només per la seva arquitectura, sinó també per conservar una inscripció bilingüe redactada en alfabet púnic (fenici) i líbic-berber. Malgrat la seva antiguitat, es conserva en un notable estat gràcies a les restauracions efectuades pel govern del protectorat francès de Tunísia entre els anys 1908 i 1910.

## Localització
El monument es localitza al jaciment arqueològic de Dougga, al nord-oest de Tunísia, al cim d’un turó de 571 metres que domina la vall fèrtil d’Oued Khalled, a prop de la ciutat de Teboursouk i a uns 100 km de la capital del país. La morfologia del terreny es veu condicionada per la presència de la falla de Kef Dougga. Actualment, el jaciment forma part del Patrimoni Mundial de la UNESCO per la seva rellevància històrica i cultural.

## Descobriment i Història
Datat entorn de l’any 146 aC, el mausoleu s’insereix en l’antiga ciutat númida de Dougga, que posteriorment quedà sota domini romà. La primera menció coneguda del monument la fa Thomas of Arcos, qui el va documentar a mitjan segle XVII. Aquest el va mostrar a l’especialista en llengües orientals Abraham Echellen, del qual es perd el rastre després del seu trasllat a Roma.
A partir del segle XIX, la inscripció va començar a atraure l’atenció d’estudiosos i especialistes. L’any 1815, abans de la invasió francesa d’Algèria, el comte Camillo Borgia va copiar el text, i malgrat que la seva versió era imprecisa, va estimular posteriors investigacions. Durant la dècada de 1830, figures com Sir Geneville Temple i Wilhelm Gesenius intentaren desxifrar la inscripció, tot i que sense resultats definitius.
El 1842, el cònsol britànic a Tunísia, Thomas Reade, va arrencar la placa amb la inscripció original amb la intenció de vendre-la al British Museum. L’operació, avalada per les autoritats turques de l’època, implicà que la peça fos tallada per la meitat per facilitar-ne el transport, causant danys greus al monument.
Posteriorment, el 1843, Félicien de Saulcy va avançar en la comprensió del text, aconseguint interpretar-ne parcialment la variant oriental de l’alfabet líbic-berber. Les seves conclusions van ser revisades i ampliades per estudiosos com Joseph Halévy.
Durant el segle XX es van emprendre diverses campanyes arqueològiques. Entre 1908 i 1910, l’arqueòleg francès Louis Poinssot va dur a terme una restauració significativa, recuperant fragments dispersos a la zona. Malauradament, una segona inscripció existent al monument havia estat completament destruïda.
Als anys quaranta, el filòleg i epigrafista Jean-Baptiste Chabot va publicar el Recueil des Inscriptions Libyques, incloent-hi l’estudi de la inscripció de Dougga, fixant valors fonètics a diversos símbols de l’alfabet.
Finalment, el desembre de 1977, el Mausoleu d’Atban va ser declarat Patrimoni de la Humanitat per la UNESCO, valorant-ne la seva importància cultural, arquitectònica i epigràfica. Dougga és considerat avui dia una de les ciutats romanes millor conservades del nord d’Àfrica.

## Excavacions
El jaciment de Dougga conserva una extensa aglomeració de restes d’època númida i romana. Al sector sud s’hi localitzen edificis commemoratius i religiosos; a l’altiplà nord, una necròpolis megalítica amb tombes númides associades a dòlmens; al sud, el Mausoleu d’Atban, i al nord-oest, el santuari de culte a Baal Hammon.
El conjunt arqueològic ocupa prop de 70 hectàrees, que arriben a 86,4 hectàrees si s’hi inclou la necròpolis. Dougga esdevingué colònia romana l’any 261 dC, i després del seu abandonament, els seus edificis van ser reutilitzats per a la construcció de l’església de Santa Victòria i la fortalesa bizantina.
Entre 2017 i 2022, un equip tunisià-francès va dur a terme vuit campanyes arqueològiques a la perifèria nord de Dougga, especialment a la necròpolis de tombes circulars. En destaca la Bazina 55, dividida en quatre càmeres i que contenia restes òssies, ceràmica i monedes. Els enterraments eren col·lectius i comprenien infants perinatals, immadurs i adults. Davall d’aquesta bazina es localitzà un mausoleu turriforme.
La zona de culte a Baal Hammon, posteriorment sincretitzat amb Saturn en època romana, inclou restes de cabres perinatals, esteles votives i dipòsits de cremació. Encara avui són visibles restes de policromia, especialment tons vermells, perceptibles a simple vista o mitjançant llum blanca.

## Estructura Arquitectònica
El mausoleu, de 21 metres d’alçada, s’estructura en tres nivells als quals s’accedeix mitjançant cinc graons. El primer pis presenta diverses falses finestres disposades simètricament, mentre que la finestra d’accés real es troba a la cara nord, des d’on s’accedeix a la cambra funerària.
Damunt d’aquesta s’hi ubicava la inscripció libifenícia. El segon pis està format per una columnata d’ordre jònic disposada en forma de temple o naïskos. El tercer pis corona el monument amb una estructura piramidal sostinguda per pilastres, amb escultures de grifons a les cantonades. També s’hi conserven relleus d’una quadriga a la cara est i la figura d’un lleó a la part superior.

## Inscripció
La inscripció original es trobava gravada sobre un fris de pedra calcària, redactada en dues llengües: una meitat en numídic (líbic) i l’altra en púnic. A diferència d’altres inscripcions d’aquesta època, el text de Dougga es disposava en línies horitzontals començant per la dreta, imitant l’estil púnic.